# Pauline Brugts
Pauline Brugts (Vlijmen, 24 juni 1986) is een Nederlands hockeyster, die tot op heden (peildatum 7 december 2007) 3 interlands (0 doelpunten) heeft gespeeld voor de nationale vrouwenploeg.
Brugts begon haar hockeycarrière bij Vlijmense Mixed Hockey Club, maar stapte na twee seizoenen over naar Hockeyclub 's-Hertogenbosch. Bij deze club doorliep zij de jeugd tot zij in 2004 tot het eerste team toetrad. Brugts vormde met de inmiddels gestopte Minke Booij enige seizoenen het defensieve hart van HC Den Bosch.
Als verdedigster maakte zij op 3 april 2007 haar debuut in Oranje. In Laren werd in een oefeninterland met 3-1 gewonnen van Duitsland. Voor het Europees kampioenschap te Manchester wist zij zich niet in de selectie spelen.
Op 24 november 2007 selecteert bondscoach Herman Kruis Brugts voor het Nederlands Zaalhockeyteam, in de aanloop naar het Europees Kampioenschap Zaalhockey in Almería (Spa). Ontevreden over de vordering in haar zaalspel haakt Brugts voordien af, waarop clubgenote Melanie Petit dit de la Roche wordt geselecteerd. 

## Belangrijkste prestaties
Brugts won met Hockeyclub 's-Hertogenbosch in de periode 2003-2012 negen maal de landstitel, achtmaal de Europa Cup I en eenmaal de landstitel met zaalhockey.
- goud EK Hockey -21 2004 met Jong Oranje te Dublin (Ierland)
- brons WK Hockey -21 [(2005)] met Jong Oranje te Chili